# دافيد لافاتا

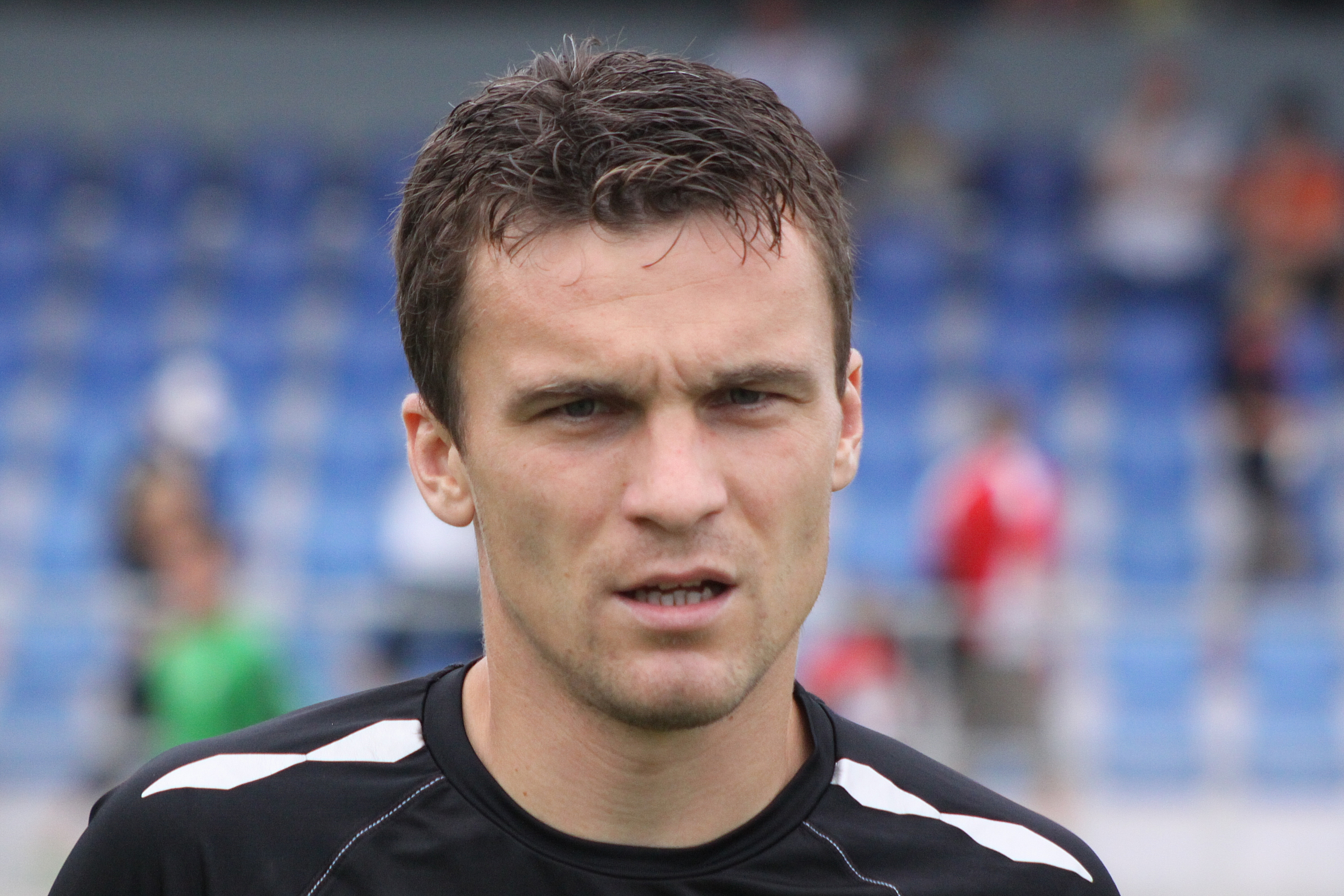

دافيد لافاتا (بالتشيكية: David Lafata)‏ (مواليد 18 سبتمبر 1981 في تشيسكي بودييوفيتسه، تشيكوسلوفاكيا) لاعب كرة قدم تشيكي يجيد اللعب في مركز المهاجم ويلعب حاليا في بوميت يابلونيتش التشيكي منذ 2008.

## روابط خارجية
- دافيد لافاتا على موقع الاتحاد الدولي (مؤرشف)  (الإنجليزية)
- دافيد لافاتا على موقع الاتحاد الأوربي (الإنجليزية)
- دافيد لافاتا على موقع الاتحاد التشيكي (الإنجليزية)
- دافيد لافاتا على موقع قاعدة بيانات كرة القدم.إي يو (الإنجليزية)
- دافيد لافاتا على موقع ناشيونال فوتبول تيمز (الإنجليزية)
- دافيد لافاتا على موقع Soccerway.com (الإنجليزية)
- دافيد لافاتا على موقع عالم كرة القدم.نت (الإنجليزية)
- دافيد لافاتا على موقع AS.com (الإسبانية)